# 杨贤江故居
30°13′25″N 121°10′21″E / 30.22361°N 121.17250°E
杨贤江故居是浙江省慈溪市境内的一处名人故居，位于长河镇贤江村，1997年8月29日被纳入第四批浙江省文物保护单位。

## 历史
杨贤江故居是中国最早的马克思主义教育理论家杨贤江的故居。故居为五开间小平房，布局呈凹字形，造型简朴，保存完好。 2004年增辟“杨贤江纪念馆”。